# Vstupní draft NHL 2002
Vstupní draft NHL 2002 byl 41. vstupním draftem v historii NHL.

## Výběry v draftu
Výběry v jednotlivých kolech:
- 1. kolo
- 2. kolo
- 3. kolo
- 4. kolo
- 5. kolo
- 6. kolo
- 7. kolo
- 8. kolo
- 9. kolo

### 1. kolo
| #  | Hráč                           | Národnost | Tým NHL                 | Vysokoškolský/juniorský/tehdejší tým |
| -- | ------------------------------ | --------- | ----------------------- | ------------------------------------ |
| 1  | Rick Nash (útočník)            | Kanada    | Columbus Blue Jackets   | London Knights (OHL)                 |
| 2  | Kari Lehtonen (brankář)        | Finsko    | Atlanta Thrashers       | Jokerit (Finsko)                     |
| 3  | Jay Bouwmeester (obránce)      | Kanada    | Florida Panthers        | Medicine Hat Tigers (WHL)            |
| 4  | Joni Pitkänen (obránce)        | Finsko    | Philadelphia Flyers     | Kärpät (Finsko)                      |
| 5  | Ryan Whitney (obránce)         | USA       | Pittsburgh Penguins     | Boston University                    |
| 6  | Scottie Upshall (útočník)      | Kanada    | Nashville Predators     | Kamloops Blazers (WHL)               |
| 7  | Joffrey Lupul (útočník)        | Kanada    | Mighty Ducks of Anaheim | Medicine Hat Tigers (WHL)            |
| 8  | Pierre-Marc Bouchard (útočník) | Kanada    | Minnesota Wild          | Chicoutimi Saguenéens (QMJHL)        |
| 9  | Petr Tatíček (útočník)         | Česko     | Florida Panthers        | Sault Ste. Marie Greyhounds (OHL)    |
| 10 | Eric Nystrom (útočník)         | USA       | Calgary Flames          | University of Michigan               |
| 11 | Keith Ballard (obránce)        | USA       | Buffalo Sabres          | University of Minnesota              |
| 12 | Steve Eminger (obránce)        | Kanada    | Washington Capitals     | Kitchener Rangers (OHL)              |
| 13 | Alexandr Sjomin (útočník)      | Rusko     | Washington Capitals     | Traktor Čeljabinsk (Jr.) (Rusko)     |
| 14 | Chris Higgins (útočník)        | USA       | Montreal Canadiens      | Yale University                      |
| 15 | Jesse Niinimäki (útočník)      | Finsko    | Edmonton Oilers         | Ilves (Finsko)                       |
| 16 | Jakub Klepiš (útočník)         | Česko     | Ottawa Senators         | Portland Winter Hawks (WHL)          |
| 17 | Boyd Gordon (útočník)          | Kanada    | Washington Capitals     | Red Deer Rebels (WHL)                |
| 18 | Denis Grebeškov (obránce)      | Rusko     | Los Angeles Kings       | Lokomotiv Jaroslavl (Rusko)          |
| 19 | Jakub Koreis (útočník)         | Česko     | Phoenix Coyotes         | HC Plzeň (Česko)                     |
| 20 | Daniel Paille (útočník)        | Kanada    | Buffalo Sabres          | Guelph Storm (OHL)                   |
| 21 | Anton Babčuk (obránce)         | Rusko     | Chicago Blackhawks      | Elemaš Elektrostal (Rusko)           |
| 22 | Sean Bergenheim (útočník)      | Finsko    | New York Islanders      | Jokerit (Finsko)                     |
| 23 | Ben Eager (útočník)            | Kanada    | Phoenix Coyotes         | Oshawa Generals (OHL)                |
| 24 | Alexander Steen (útočník)      | Švédsko   | Toronto Maple Leafs     | Frolunda HC (Švédsko)                |
| 25 | Cam Ward (brankář)             | Kanada    | Carolina Hurricanes     | Red Deer Rebels (WHL)                |
| 26 | Martin Vágner (obránce)        | Česko     | Dallas Stars            | Hull Olympiques (QMJHL)              |
| 27 | Mike Morris (útočník)          | USA       | San Jose Sharks         | St. Sebastian's High School (U.S.)   |
| 28 | Jonas Johansson (útočník)      | Švédsko   | Colorado Avalanche      | HV 71 (Švédsko)                      |
| 29 | Hannu Toivonen (brankář)       | Finsko    | Boston Bruins           | HPK (Finsko)                         |
| 30 | Jim Slater (útočník)           | USA       | Atlanta Thrashers       | Michigan State University            |

### 2. kolo
| #   | Hráč                              | Národnost | Tým NHL                 | Vysokoškolský/juniorský/tehdejší tým |
| --- | --------------------------------- | --------- | ----------------------- | ------------------------------------ |
| 31. | Jeff Drouin-Deslauriers (brankář) | Kanada    | Edmonton Oilers         | Chicoutimi Saguenéens (QMJHL)        |
| 32. | János Vas (útočník)               | Maďarsko  | Dallas Stars            | Malmo IF (Švédsko)                   |
| 33. | Lee Falardeau (útočník)           | USA       | New York Rangers        | Michigan State University            |
| 34. | Tobias Stephan (brankář)          | Švýcarsko | Dallas Stars            | EHC Chur (Švýcarsko)                 |
| 35. | Ondřej Němec (obránce)            | Česko     | Pittsburgh Penguins     | HC Vsetín (Česko)                    |
| 36. | Jarret Stoll (útočník)            | Kanada    | Edmonton Oilers         | Kootenay Ice (WHL)                   |
| 37. | Tim Brent (útočník)               | Kanada    | Mighty Ducks of Anaheim | Toronto St. Michael's Majors (OHL)   |
| 38. | Josh Harding (brankář)            | Kanada    | Minnesota Wild          | Regina Pats (WHL)                    |
| 39. | Brian McConnell (útočník)         | USA       | Calgary Flames          | Boston University                    |
| 40. | Rob Globke (útočník)              | USA       | Florida Panthers        | University of Notre Dame             |
| 41. | Joakim Lindström (útočník)        | Švédsko   | Columbus Blue Jackets   | MoDo Ornskoldsvik (Švédsko)          |
| 42. | Marius Holtet (útočník)           | Norsko    | Dallas Stars            | Farjestads BK Karlstad (Švédsko)     |
| 43. | Trevor Daley (obránce)            | Kanada    | Dallas Stars            | Sault Ste. Marie Greyhounds (OHL)    |
| 44. | Matt Greene (obránce)             | USA       | Edmonton Oilers         | Green Bay Gamblers (USHL)            |
| 45. | Tomas Linhart (obránce)           | Kanada    | Montreal Canadiens      | Mississauga Ice Dogs (OHL)           |
| 46. | David LeNeveu (brankář)           | Kanada    | Phoenix Coyotes         | Cornell University                   |
| 47. | Alexej Kajgorodov (útočník)       | Rusko     | Ottawa Senators         | Metallurg Magnitogorsk (Rusko)       |
| 48. | Alexej Škotov (útočník)           | Rusko     | St. Louis Blues         | Kristall Elektrostal (Rusko)         |
| 49. | Kirill Kolcov (obránce)           | Rusko     | Vancouver Canucks       | Avangard Omsk (Rusko)                |
| 50. | Sergej Anšakov (útočník)          | Rusko     | Los Angeles Kings       | HC CSKA Moskva Jr. (Rusko)           |
| 51. | Anton Kadejkin (obránce)          | Rusko     | New Jersey Devils       | Kristall Elektrostal (Rusko)         |
| 52. | Dan Spang (obránce)               | USA       | San Jose Sharks         | Winchester High School (U.S.)        |
| 53. | Barry Tallackson (útočník)        | USA       | New Jersey Devils       | University of Minnesota              |
| 54. | Duncan Keith (obránce)            | Kanada    | Chicago Blackhawks      | Michigan State University            |
| 55. | Denis Grot (obránce)              | Rusko     | Vancouver Canucks       | Kristall Elektrostal (Rusko)         |
| 56. | Vladislav Jevsejev (útočník)      | Rusko     | Boston Bruins           | HC CSKA Moskva Jr. (Rusko)           |
| 57. | Matt Stajan (útočník)             | Kanada    | Toronto Maple Leafs     | Belleville Bulls (OHL)               |
| 58. | Jiří Hudler (útočník)             | Česko     | Detroit Red Wings       | HC Vsetín (Česko)                    |
| 59. | Maxime Daigneault (brankář)       | Kanada    | Washington Capitals     | Val-d'Or Foreurs (QMJHL)             |
| 60. | Adam Henrich (útočník)            | Kanada    | Tampa Bay Lightning     | Brampton Battalion (OHL)             |
| 61. | Johnny Boychuk (obránce)          | Kanada    | Colorado Avalanche      | Calgary Hitmen (WHL)                 |
| 62. | Andrej Michnov (útočník)          | Ukrajina  | St. Louis Blues         | Sudbury Wolves (OHL)                 |
| 63. | Tomáš Fleischmann (útočník)       | Česko     | Detroit Red Wings       | HC Vítkovice (Česko)                 |

### 3. kolo
| #   | Hráč                             | Národnost | Tým NHL                 | Vysokoškolský/juniorský/tehdejší tým |
| --- | -------------------------------- | --------- | ----------------------- | ------------------------------------ |
| 64. | Jason Ryznar (útočník)           | USA       | New Jersey Devils       | University of Michigan               |
| 65. | Ole-Kristian Tollefsen (obránce) | Norsko    | Columbus Blue Jackets   | Brandon Wheat Kings (WHL)            |
| 66. | Petr Kanko (útočník)             | Česko     | Los Angeles Kings       | Kitchener Rangers (OHL)              |
| 67. | Gregory Campbell (útočník)       | Kanada    | Florida Panthers        | Plymouth Whalers (OHL)               |
| 68. | Brett Skinner (obránce)          | Kanada    | Vancouver Canucks       | Des Moines Buccaneers (USHL)         |
| 69. | Erik Christensen (útočník)       | Kanada    | Pittsburgh Penguins     | Kamloops Blazers (WHL)               |
| 70. | Joe Callahan (obránce)           | USA       | Phoenix Coyotes         | Yale University                      |
| 71. | Brian Lee (obránce)              | USA       | Mighty Ducks of Anaheim | Erie Otters (OHL)                    |
| 72. | Mike Erickson (útočník)          | USA       | Minnesota Wild          | University of Minnesota              |
| 73. | Barry Brust (brankář)            | Kanada    | Minnesota Wild          | Spokane Chiefs (WHL)                 |
| 74. | Todd Ford (brankář)              | Kanada    | Toronto Maple Leafs     | Swift Current Broncos (WHL)          |
| 75. | Arttu Luttinen (útočník)         | Finsko    | Ottawa Senators         | HIFK Jr. (Finsko)                    |
| 76. | Michael Tessier (útočník)        | Kanada    | Buffalo Sabres          | Acadie-Bathurst Titan (QMJHL)        |
| 77. | Patrick Wellar (obránce)         | Kanada    | Washington Capitals     | Portland Winter Hawks (WHL)          |
| 78. | Geoff Waugh (obránce)            | Kanada    | Dallas Stars            | Kindersley Klippers (SJHL)           |
| 79. | Brock Radunske (útočník)         | Kanada    | Edmonton Oilers         | Michigan State University            |
| 80. | Matt Jones (obránce)             | USA       | Phoenix Coyotes         | University of North Dakota           |
| 81. | Marcus Jonasen (útočník)         | Švédsko   | New York Rangers        | Vasteras IK Jr. (Švédsko)            |
| 82. | John Adams (obránce)             | USA       | Buffalo Sabres          | Boston College                       |
| 83. | Lukáš Mensator (brankář)         | Česko     | Vancouver Canucks       | HC Energie Karlovy Vary Jr. (Česko)  |
| 84. | Marek Chvátal (obránce)          | Česko     | New Jersey Devils       | HC Oceláři Třinec Jr. (Česko)        |
| 85. | Ahren Nittel (útočník)           | Kanada    | New Jersey Devils       | Windsor Spitfires (OHL)              |
| 86. | Jonáš Fiedler (útočník)          | Česko     | San Jose Sharks         | Plymouth Whalers (OHL)               |
| 87. | Frans Nielsen (útočník)          | Dánsko    | New York Islanders      | Malmo IF (Švédsko)                   |
| 88. | Dominic D'Amour (obránce)        | Kanada    | Toronto Maple Leafs     | Hull Olympiques (QMJHL)              |
| 89. | Tomáš Troliga (útočník)          | Slovensko | St. Louis Blues         | Spišská Nová Ves (Slovensko)         |
| 90. | Matthew Lombardi (útočník)       | Kanada    | Calgary Flames          | Victoriaville Tigres (QMJHL)         |
| 91. | Jesse Lane (obránce)             | USA       | Carolina Hurricanes     | Hull Olympiques (QMJHL)              |
| 92. | Derek Krestanovich (útočník)     | Kanada    | Washington Capitals     | Moose Jaw Warriors (WHL)             |
| 93. | Alexandr Koževnikov (útočník)    | Rusko     | Chicago Blackhawks      | Krylia Sovětov Jr. (Rusko)           |
| 94. | Eric Lundberg (obránce)          | USA       | Colorado Avalanche      | Providence College                   |
| 95. | Valtteri Filppula (útočník)      | Finsko    | Detroit Red Wings       | Jokerit (Finsko)                     |
| 96. | Jeff Genovy (útočník)            | USA       | Columbus Blue Jackets   | Des Moines Buccaneers (USHL)         |

### 4. kolo
| #    | Hráč                    | Národnost | Tým NHL                 | Vysokoškolský/juniorský/tehdejší tým |
| ---- | ----------------------- | --------- | ----------------------- | ------------------------------------ |
| 97.  | Lance Monych            | Kanada    | Phoenix Coyotes         | Brandon Wheat Kings (WHL)            |
| 98.  | Ivan Tkačenko           | Rusko     | Columbus Blue Jackets   | Lokomotiv Jaroslavl (Rusko)          |
| 99.  | Michael Lambert         | Kanada    | Montreal Canadiens      | Montreal Rocket (QMJHL)              |
| 100. | Dmitrij Kazjonov        | Rusko     | Tampa Bay Lightning     | HC CSKA Moskva (Rusko)               |
| 101. | Daniel Fernholm         | Švédsko   | Pittsburgh Penguins     | Djurgardens IF (Jr.) (Švédsko)       |
| 102. | Brandon Segal (útočník) | Kanada    | Nashville Predators     | Calgary Hitmen (WHL)                 |
| 103. | Joonas Vihko            | Finsko    | Mighty Ducks of Anaheim | HIFK (Jr.) (Finsko)                  |
| 104. | Aaron Rome (obránce)    | Kanada    | Los Angeles Kings       | Swift Current Broncos (WHL)          |
| 105. | Rosario Ruggeri         | Kanada    | Philadelphia Flyers     | Chicoutimi Saguenéens (QMJHL)        |
| 106. | Ivan Kolcov             | Rusko     | Edmonton Oilers         | Čerepovec Jrs. (Rusko)               |
| 107. | Mikko Kalteva           | Finsko    | Colorado Avalanche      | Jokerit Jr. (Finsko)                 |
| 108. | Jakub Hulva             | Česko     | Buffalo Sabres          | HC Vítkovice (Jr.) (Česko)           |
| 109. | Jevon Desautels         | Kanada    | Washington Capitals     | Spokane Chiefs (WHL)                 |
| 110. | Jarkko Immonen          | Finsko    | Dallas Stars            | Blues (Jr.) (Finsko)                 |
| 111. | Jonas Almtorp           | Švédsko   | Edmonton Oilers         | MoDo Ornskoldsvik (Jr.) (Švédsko)    |
| 112. | Jurij Artěmenkov        | Rusko     | Calgary Flames          | Krylja Jrs (Rusko)                   |
| 113. | Scott Dobben            | Kanada    | Ottawa Senators         | Erie Otters (OHL)                    |
| 114. | John Laliberte          | USA       | Vancouver Canucks       | New Hampshire Jr. Monarchs           |
| 115. | Mark Rooneem            | Kanada    | Los Angeles Kings       | Kamloops Blazers (WHL)               |
| 116. | Patrick Dwyer           | USA       | Atlanta Thrashers       | Western Michigan University          |
| 117. | Cam Janssen (útočník)   | USA       | New Jersey Devils       | Windsor Spitfires (OHL)              |
| 118. | Petr Dvořák             | Česko     | Washington Capitals     | HC Femax Havířov (Česko)             |
| 119. | Jēkabs Rēdlihs          | Lotyšsko  | Columbus Blue Jackets   | Apple Core (Latvia)                  |
| 120. | Robin Jonsson (útočník) | Švédsko   | St. Louis Blues         | Bofors IK Karlskoga (Švédsko)        |
| 121. | Marty Magers            | USA       | Buffalo Sabres          | Omaha Lancers (USHL)                 |
| 122. | David Turoň             | Česko     | Toronto Maple Leafs     | HC Femax Havířov (Česko)             |
| 123. | Robin Kovář             | Česko     | Edmonton Oilers         | Vancouver Giants (WHL)               |
| 124. | Lane Manson             | Kanada    | Atlanta Thrashers       | Moose Jaw Warriors (WHL)             |
| 125. | Johan Bjork             | Švédsko   | Ottawa Senators         | Malmo Redhawks Jr. (Švédsko)         |
| 126. | Konstantin Baranov      | Rusko     | Philadelphia Flyers     | Čeljabinsk Mechel (Rusko)            |
| 127. | Nate Guenin (obránce)   | USA       | New York Rangers        | Green Bay Gamblers (USHL)            |
| 128. | Matt Ellison (útočník)  | Kanada    | Chicago Blackhawks      | Cowichan Valley Capitals (BCHL)      |
| 129. | Tom Gilbert (obránce)   | USA       | Colorado Avalanche      | Chicago Steel (USHL)                 |
| 130. | Jan Kubišta             | Česko     | Boston Bruins           | HC Pardubice Jr. (Česko)             |
| 131. | Johan Berggren          | Švédsko   | Detroit Red Wings       | Sunne (Švédsko)                      |

### 5. kolo
| #    | Hráč                        | Národnost | Tým NHL                 | Vysokoškolský/juniorský/tehdejší tým |
| ---- | --------------------------- | --------- | ----------------------- | ------------------------------------ |
| 132. | John Zeiler (útočník)       | USA       | Phoenix Coyotes         | Sioux City (USHL)                    |
| 133. | Lasse Pirjetä (útočník)     | Finsko    | Columbus Blue Jackets   | Kärpät (Finsko)                      |
| 134. | Topi Jaakola (obránce)      | Finsko    | Florida Panthers        | Kärpät (Finsko)                      |
| 135. | Joseph Pearce (brankář)     | USA       | Tampa Bay Lightning     | New Hampshire Jr. Monarchs           |
| 136. | Andy Sertich (obránce)      | USA       | Pittsburgh Penguins     | Greenway H.S. (U.S.)                 |
| 137. | Cam Paddock (útočník)       | Kanada    | Pittsburgh Penguins     | Kelowna Rockets (WHL)                |
| 138. | Patrick Jarrett (útočník)   | Kanada    | Nashville Predators     | Owen Sound Attack (OHL)              |
| 139. | Kris Newbury (útočník)      | Kanada    | San Jose Sharks         | Sarnia Sting (OHL)                   |
| 140. | George Davis (útočník)      | Kanada    | Mighty Ducks of Anaheim | Cape Breton Screaming Eagles (QMJHL) |
| 141. | Jiří Cetkovský (útočník)    | Česko     | Calgary Flames          | Zlín Jr. (Česko)                     |
| 142. | Emanuel Peter (útočník)     | Švýcarsko | Calgary Flames          | Kloten Flyers (Švýcarsko)            |
| 143. | Mike Walsh (útočník)        | USA       | New York Rangers        | Detroit Compuware                    |
| 144. | Paul Flache (obránce)       | Kanada    | Atlanta Thrashers       | Brampton Battalion (OHL)             |
| 145. | Robert Gherson (brankář)    | Kanada    | Washington Capitals     | Sarnia Sting (OHL)                   |
| 146. | Viktor Bobrov (útočník)     | Rusko     | Calgary Flames          | HC CSKA Moskva (Rusko)               |
| 147. | David Bararuk (útočník)     | Kanada    | Dallas Stars            | Moose Jaw Warriors (WHL)             |
| 149. | Markus Pahlsson             | Švédsko   | New York Islanders      | Mora IK (Švédsko)                    |
| 151. | Rob McVicar (brankář)       | Kanada    | Vancouver Canucks       | Brandon Wheat Kings (WHL)            |
| 153. | Peter Hamerlík (brankář)    | Slovensko | Boston Bruins           | Kingston Frontenacs (OHL)            |
| 154. | Krisjanis Redlihs (obránce) | Lotyšsko  | New Jersey Devils       | HK Liepajas Metalurgs (Latvia)       |
| 155. | Armands Berzins (útočník)   | Lotyšsko  | Minnesota Wild          | Shawinigan Cataractes (QMJHL)        |
| 156. | James Wisniewski (obránce)  | USA       | Chicago Blackhawks      | Plymouth Whalers (OHL)               |
| 161. | Dov Grumet-Morris (brankář) | USA       | Philadelphia Flyers     | Harvard University                   |
| 164. | Tyler Weiman (brankář)      | Kanada    | Colorado Avalanche      | Tri-City Americans (WHL)             |

### 6. kolo
| #    | Hráč                           | Národnost | Tým NHL               | Vysokoškolský/juniorský/tehdejší tým |
| ---- | ------------------------------ | --------- | --------------------- | ------------------------------------ |
| 175. | Matt Foy (útočník)             | Kanada    | Minnesota Wild        | Merrimack College                    |
| 176. | Curtis McElhinney (brankář)    | Kanada    | Calgary Flames        | Colorado College                     |
| 179. | Marián Havel (Střední útočník) | Česko     | Washington Capitals   | Vancouver Giants (OHL)               |
| 181. | Mikko Luoma (obránce)          | Finsko    | Edmonton Oilers       | Tappara (Finsko)                     |
| 183. | Paul Ranger (obránce)          | Kanada    | Tampa Bay Lightning   | Oshawa Generals (OHL)                |
| 184. | Jaroslav Balaštík (útočník)    | Česko     | Columbus Blue Jackets | HC Zlín (Česko)                      |
| 190. | D. J. King (útočník)           | Kanada    | St. Louis Blues       | Lethbridge Hurricanes (WHL)          |
| 191. | Ian White (obránce)            | Kanada    | Toronto Maple Leafs   | Swift Current Broncos (WHL)          |
| 193. | Joey Mormina (obránce)         | Kanada    | Philadelphia Flyers   | Colgate University                   |

### 7. kolo
| #    | Hráč                             | Národnost | Tým NHL               | Vysokoškolský/juniorský/tehdejší tým  |
| ---- | -------------------------------- | --------- | --------------------- | ------------------------------------- |
| 199. | Greg Mauldin (útočník)           | USA       | Columbus Blue Jackets | University of Massachusetts-Amherst   |
| 202. | Patrik Bärtschi (pravé křídlo)   | Švýcarsko | Pittsburgh Penguins   | Kloten Flyers (National League A)     |
| 204. | Nicklas Eckerblom (pravé křídlo) | Švédsko   | Minnesota Wild        | Djurgardens IF (Švédsko)              |
| 208. | Radoslav Hecl (obránce)          | Slovensko | Buffalo Sabres        | Bratislava Slovan Harvard (Slovensko) |
| 212. | Jonathan Ferland (útočník)       | Kanada    | Montreal Canadiens    | Acadie-Bathurst Titan (QMJHL)         |
| 213. | Fredrik Norrena (brankář)        | Finsko    | Tampa Bay Lightning   | TPS (Finsko)                          |
| 216. | Ladislav Kouba (levé křídlo)     | Česko     | Phoenix Coyotes       | Red Deer Rebels (OHL)                 |
| 225. | Steve Goertzen (útočník)         | Kanada    | Columbus Blue Jackets | Seattle Thunderbirds (WHL)            |
| 229. | Derek Meech (obránce)            | Kanada    | Detroit Red Wings     | Red Deer Rebels (WHL)                 |

### 8. kolo
| #    | Hráč                         | Národnost | Tým NHL               | Vysokoškolský/juniorský/tehdejší tým |
| ---- | ---------------------------- | --------- | --------------------- | ------------------------------------ |
| 231. | Jaroslav Kracík (obránce)    | Česko     | Columbus Blue Jackets | HC Plzeň 20' (Česko)                 |
| 234. | Maxime Talbot (útočník)      | Kanada    | Pittsburgh Penguins   | Hull Olympiques (QMJHL)              |
| 237. | Christoph Brandner (útočník) | Rakousko  | Minnesota Wild        | Krefeld Pinguine (Rakousko)          |
| 238. | Jyri Marttinen (obránce)     | Finsko    | Calgary Flames        | JYP (Finsko)                         |
| 239. | Ryan Lannon (obránce)        | USA       | Pittsburgh Penguins   | Harvard University                   |
| 240. | Petr Průcha (útočník)        | Česko     | New York Rangers      | Pardubice HC (Česko)                 |
| 241. | Dennis Wideman (obránce)     | Kanada    | Buffalo Sabres        | London Knights (OHL)                 |
| 244. | Dwight Helminen (útočník)    | USA       | Edmonton Oilers       | University of Michigan               |
| 245. | Tomáš Micka (lewt wing)      | Česko     | Edmonton Oilers       | HC Slavia Praha 20' (Česko)          |
| 246. | Josef Vávra (levé křídlo)    | Česko     | Ottawa Senators       | HC Vsetín 20' (Česko)                |
| 252. | Martin Chabada (útočník)     | Česko     | New York Islanders    | HC Sparta Praha (Česko)              |
| 253. | Tom Koivisto (obránce)       | Finsko    | St. Louis Blues       | Jokerit (Finsko)                     |
| 254. | Jarkko Immonen (útočník)     | Finsko    | Toronto Maple Leafs   | JYP (Finsko)                         |
| 255. | Ryan Craig (útočník)         | Kanada    | Tampa Bay Lightning   | Brandon Wheat Kings (WHL)            |
| 256. | Darren Reid (útočník)        | Kanada    | Tampa Bay Lightning   | Medicine Hat Tigers (WHL)            |
| 259. | Yan Stastny (útočník)        | Kanada    | Boston Bruins         | Notre Dame                           |

### 9. kolo
| #    | Hráč                           | Národnost | Tým NHL                 | Vysokoškolský/juniorský/tehdejší tým |
| ---- | ------------------------------ | --------- | ----------------------- | ------------------------------------ |
| 261. | Lee Coates (brankář)           | Kanada    | Mighty Ducks of Anaheim | NSJL                                 |
| 262. | Christian Söderström (útočník) | Švédsko   | Detroit Red Wings       | Timra IK (Švédsko)                   |
| 263. | Sergej Mozjakin (útočník)      | Rusko     | Columbus Blue Jackets   | HC CSKA Moskva (Rusko)               |
| 264. | Matthew Davis (brankář)        | Kanada    | Nashville Predators     | Moncton Wildcats (QMJHL)             |
| 265. | Dwight LaBosse (brankář)       | USA       | Pittsburgh Penguins     | Guelph Storm (OHL)                   |
| 266. | Steven Spencer (obránce)       | Kanada    | Nashville Predators     | Swift Current Broncos (WHL)          |
| 267. | Chris Petrow (obránce)         | Kanada    | Mighty Ducks of Anaheim | Oshawa Generals (WHL)                |
| 268. | Michail Tjuljapkin (obránce)   | Rusko     | Minnesota Wild          | Novgorod Jr. (Rusko)                 |
| 271. | Martin Čížek (obránce)         | Česko     | Buffalo Sabres          | HC Slavia Praha 20' (Česko)          |
| 276. | Vitalij Aťjušov (obránce)      | Rusko     | Ottawa Senators         | Molot-Prikamje Perm (Rusko)          |
| 279. | Connor James (útočník)         | Kanada    | Los Angeles Kings       | University of Denver                 |
| 282. | Adam Burish (útočník)          | USA       | Chicago Blackhawks      | Green Bay Gamblers (USHL)            |
| 285. | Staffan Kronwall (obránce)     | Švédsko   | Toronto Maple Leafs     | Huddinge IK (Švédsko)                |
| 291. | Jonathan Ericsson (obránce)    | Švédsko   | Detroit Red Wings       | Grand Rapids Griffins (AHL)          |